# Festival de Arte Vale do Paraíba
Festival de Arte Vale do Paraíba é um evento multicultural realizado no Estado de São Paulo, que realiza o mapeamento da produção cultural brasileira. Em cada edição, o festival realiza homenagens a um artista brasileiro. São abordados temas sobre a preservação do meio ambiente e os biomas da Mata Atlântica, Pantanal e Cerrado. Ações com essas abordagens produzidas pelo festival: espetáculo Berço das Águas e o registro documental com o premiado fotógrafo da natureza Araquém Alcântara, artista que registra a biodiversidade brasileira, que possui em sua obra o livro de fotografia mais vendido do país: o Terra Brasil. 

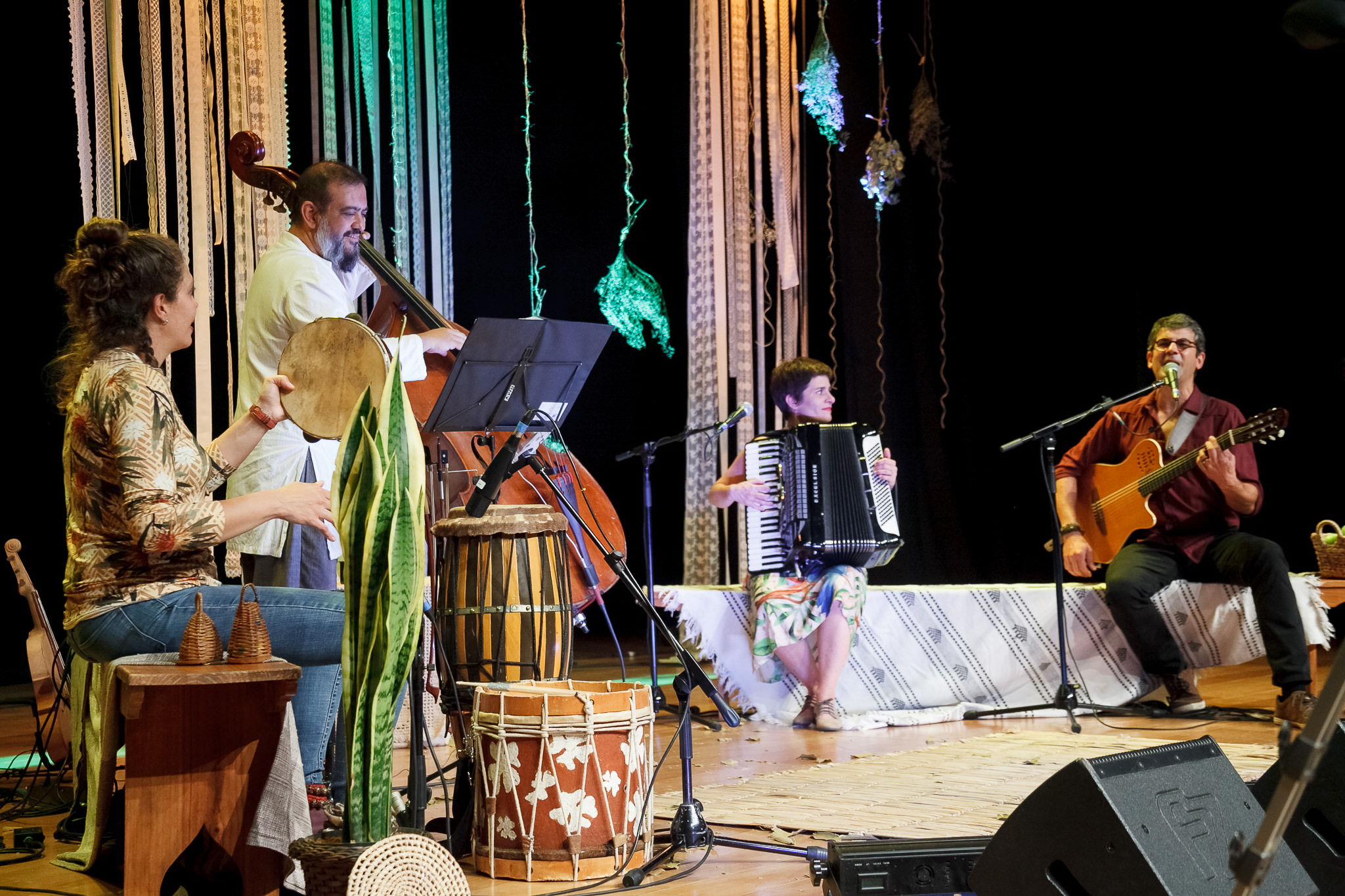

## Edições online
As duas últimas edições foram transmitidas online devido ao isolamento causado pela pandemia da COVID-19 e os conteúdos, cerca de 80 produções audiovisuais, disponibilizados na internet.

## Histórico
Participaram das edições passadas, o cantor e compositor Renato Teixeira, o compositor Paulo Simões, artista indicado ao Grammy Latino e um dos homenageados do festival, além de outros cento e cinquenta artistas.
A 3ª edição do festival prestou homenagens aos artistas Pena Branca e Xavantinho, dupla caipira que saiu do Triângulo Mineiro com destino à capital paulista, em 1968.  Na cidade de São Paulo foram acolhidos por nomes como Rolando Boldrin e a apresentadora da TV Cultura, Inezita Barroso — que esteve, por décadas, a frente do programa Viola, Minha Viola. Ainda na década de 80, a dupla participou do Programa Chico & Caetano, série musical produzida pela Rede Globo, dividindo o palco com Milton Nascimento. Em 1992, lançaram o álbum Ao Vivo em Tatuí, com Renato Teixeira, disco lançado pelo selo Kuarup, com direção do empresário musical Mario de Aratanha, trabalho que rendeu aos artistas, o Prêmio Sharp de Melhor Disco e o Prêmio APCA (Associação Paulista de Crítico de Artes).
Em 1999, após a morte precoce de Xavantinho, Pena Branca seguiu carreira solo, ganhando o Grammy Latino em 2001, na categoria melhor álbum de música sertaneja.
Artistas que participaram do festival: o grupo Folk na Kombi, banda com influências da música folk e do blues, os multi-instrumentistas Fabrício Conde, Ricardo Zoyo, Antonio Porto e João Oliveira, as vozes femininas de Nô Stopa e Letícia Leal, as musicistas Priscila Brigante e Ana Rodrigues, o Coletivo Música Taubateana (grupo idealizado pelo compositor Renato Teixeira, que reúne 13 músicos do Vale do Paraíba), os finalistas do concurso de viola caipira Revelando SP, além do Grupo Paranga, importante banda formada na segunda metade da década de 1970, por jovens da cidade de São Luiz do Paraitinga, integrantes do Movimento Vanguarda Paulistana.
Outro artista homenageado, é o maestro, comporitor e multi-instrumentista, Elpídio dos Santos, referência da cultura popular brasileira. Nascido em São Luiz do Paraitinga, em 14 de janeiro de 1909, no Vale do Paraíba, o artista é autor de um variado acervo musical com inúmeros clássicos interpretados por grandes artistas. Elpídio dos Santos, ficou conhecido, principalmente, como compositor das trilhas sonoras dos filmes de Amácio Mazzaropi.
Na edição passada, a programação do festival, assinada pela escritora, curadora e pesquisadora artística Ivete Nenflidio, contou com a participação da antropóloga Lauriene Seraguza e do pesquisador, professor e coordenador do grupo de estudos Música Étnica e Popular, Alberto Ikeda, que desde a década de 70 se dedica ao conhecimento e registro das culturas e músicas populares na América Latina; o pesquisador se reuniu com o Mestre Zé Reinaldo do Grupo Zumbi dos Palmares e com o cantador e violeiro Luiz Salgado.
Idealizado pela In Totum Cultura Criativa, o festival é uma realização do Governo do Estado de São Paulo, promovido com recursos da Secretaria da Cultura e Economia Criativa, apoiado pela Prefeitura de São Luiz do Paraitinga e pelo Sesi São José dos Campos.